# Entre le jour et la nuit
Pour plus de détails, voir Fiche technique et Distribution.
Entre le jour et la nuit est un film français réalisé par Laurent Bouhnik et sorti en 2017.

## Fiche technique
- Titre : Entre le jour et la nuit
- Réalisation : Laurent Bouhnik
- Scénario : Laurent Bouhnik
- Photographie : David Moerman
- Production : Rebel Rebel
- Pays de production :  France
- Durée : 92 minutes
- Date de sortie : 
  - France : 1er septembre 2017 (selon Imdb)

## Distribution
- Johan Libéreau
- Pénélope Lévèque